# Jacqueline Moudeina
Jacqueline Moudeina (sinh năm 1957) là một luật sư và nhà hoạt động nhân quyền người Chad, người được biết đến với công việc cố gắng đưa Hissène Habré ra trước công lý vì tội ác chống lại loài người, cũng như những người làm việc của ông ta.

## Tiểu sử
Jacqueline sinh ra và lớn lên ở Chad; tuy nhiên vào năm 1979 sau khi nội chiến nổ ra ở nước này, bà đã bỏ việc học tiếng Anh tại Đại học Chad và trốn sang Congo cùng chồng. Họ sống ở đó hơn 13 năm trước khi trở về. Khi đó, bà đã nhận bằng thạc sĩ về Luật tư tại Đại học Brazzaville.
Bà trở lại Chad vào năm 1995, sau khi khủng bố xảy ra trong thời kỳ Hissène Habré làm tổng thống. Bà đăng ký làm thực tập viên hợp pháp, và là một trong những người phụ nữ đầu tiên đã làm công việc đó. Sau đó, bà được đề bạt làm thư ký pháp lý, năm 2004, bà được bầu làm Chủ tịch Hiệp hội Chad để thúc đẩy và bảo vệ nhân quyền. Trong thời gian mười năm này, bà bắt đầu tích lũy bằng chứng về sự tàn bạo của Habré và các chi nhánh của hắn.
Vào ngày 23 tháng 2 năm 2001, trong khi Moudeina đang tham gia một cuộc biểu tình ôn hòa trước Đại sứ quán Pháp để tố cáo những bất thường xảy ra trong cuộc bầu cử tổng thống, Ủy viên Cảnh sát trưởng Mahamat Wakaye đã ra lệnh phân tán cuộc biểu tình thông qua việc sử dụng vũ lực. Jacqueline bị thương bởi một quả lựu đạn trong sự kiện này, và dành hơn một năm ở Pháp để hồi phục sau khi bị thương. Theo lời khai của nhân chứng, Wakaye đã ra lệnh nhắm vào Moudeina trong cuộc đàn áp.

## Giải thưởng
Bà đã được trao giải thưởng Martin Ennals cho các nhà bảo vệ nhân quyền năm 2002. Bà trở thành chủ tịch của Hiệp hội thúc đẩy và bảo vệ nhân quyền Chad (ATPDH) năm 2004. Bà đã được trao Giải thưởng sinh kế phù hợp vào năm 2011.